# Creu de terme de Santa Perpètua de Gaià
La creu de terme de Santa Perpètua de Gaià és una creu de terme de Santa Perpètua de Gaià, al municipi de Pontils (Conca de Barberà), situada davant de l'església de Santa Maria de Santa Perpètua de Gaià.
El 2016 es va recuperar la Festa de la Santa Creu o de la Creu de Maig, que s'havia perdut a principis del segle xx, en la que se celebra una processó que recorre el camí des de la plaça Major fins a la creu de terme, on es beneeix el terme i les coques de la Santa Creu, un dolç elaborat especialment per a l'ocasió fet de pasta de brioix ensucrada. El dia abans els veïns confeccionen guarniments florals que engalanen la creu.